# 三橋久美
三橋 久美（みつはし ひさよし、1873年〈明治6年〉11月27日 - 1943年〈昭和18年〉4月5日）は、明治から大正時代の日本の判事（裁判官）、教育者。大審院判事・部長、東京控訴院判事・部長、東京地方裁判所判事・部長、立教大学教授。

## 人物・経歴
1873年（明治6年）11月、東京府人・三橋久實の長男として東京市小石川区で生まれる。その後、家督を相続する。
1901年（明治34年）7月、東京帝国大学法科大学英法科を卒業した後、翌年3月に司法官試補（東京区裁判所詰）となる。
その後、東京地方裁判所判事、東京控訴院判事、東京地方裁判所部長、東京控訴院部長を歴任。
1924年（大正13年）1月、大審院判事に任じられ、1933年（昭和8年）1月には大審院部長に就任。
その間、大正後期から昭和初期にかけて、立教大学商学部（現・経済学部、経営学部）教授を兼任で務めて商法を講じた。
1936年（昭和11年）11月に大審院を停年により退職。

## 親族
- しけ（妻、明治15年5月生）
- 久夫（長男、明治39年10月生）
- 淑夫（二男、明治43年10月生）
- 文（長女、大正3年11月生）
- いと（二女、大正9年7月生）
- 治夫（三男、大正14年7月生）